# Prisión femenina de Cascades
La Prisión femenina de Cascades (en inglés: Cascades Female Factory) es una antigua workhouse femenina ubicada en la colonia penal de la Tierra de Van Diemen, actual Tasmania, Australia. Estuvo operativa de 1828 a 1856. El edificio funciona actualmente como un museo. En 2010 la construcción fue declarada Patrimonio de la Humanidad por la Unesco como parte de los Sitios australianos de presidios, un conjunto de once edificios históricos que representan «el fenómeno de la deportación masiva de delincuentes y de la expansión de las potencias coloniales europeas mediante la explotación de mano de obra reclusa».

## Historia
La isla de Tasmania fue utilizada como colonia penal por el Reino Unido desde su colonización en 1803. Personas sentenciadas en otras partes del imperio fueron trasladadas al asentamiento de Hobart para cumplir su condena. Durante la década de 1820 se crearon establecimientos temporales para recluir mujeres. Fue hasta 1828 que empezó a operar la Prisión femenina de Cascades bajo el sistema de workhouse, un recinto donde los internos estaban obligados a trabajar para financiar su estancia. Su nombre en inglés utilizaba el término «fábrica» con la intención de hacer confusa la función del edificio y las condiciones bajo las que estaban las reclusas. La prisión fue construida con la intención de aislar a las prisioneras femeninas de la colonia de la «influencia negativa» del resto de convictos en Hobart, a la vez que se buscaba proteger a la sociedad de la «inmoralidad e influencia corrupta» de las prisioneras. El principal trabajo que se ejercía era de lavandería.
La prisión estaba ubicada en un área pantanosa. Las prisioneras sufrían de un ambiente sobrepoblado, insalubre y de carencia de alimentos. Estas condiciones llevaron a una alta tasa de enfermedad y muerte entre las reclusas. Esto llevó a que la prisión fuera clausurada en 1856, aunque ya desde la década de 1940 se había dejado de trasladar convictos a la isla. Se consideró que el proyecto fracasó en su propósito de reinsertar a las reclusas en la sociedad.